# Германия на «Евровидении-1993»
Германия принимала участие в Евровидении 1993, проходившем в Милстрит, Ирландия. На конкурсе её представляла группа «Münchener Freiheit» с песней «Viel zu weit», выступавшая под номером 3. В этом году страна заняла 18-е место, получив 18 баллов. Комментатором конкурса от Германии в этом году, как и в прошлом, был Жан Хофер, глашатаем — Кармен Небель.

## Национальный отбор
Впервые с 1977 года национального отбора, как такового, не было. Телеканал выбрал участника внутренне, что, возможно, связано с последними неудачами страны на конкурсе. Была выбрана популярная в то время группа «Münchener Freiheit», имевшая успех не только в Германии, но и в соседней Великобритании. Однако и более ранние примеры (например Silver Convention или Оливия Ньютон-Джон) показали, что известность артиста не играет роли в успехе на конкурсе.

## Страны, отдавшие баллы Германии
Каждая страна оценивает 10 участников оценками 1-8, 10, 12.
| 8 баллов | 4 балла  | 3 балла | 2 балла   | 1 балл     |
| -------- | -------- | ------- | --------- | ---------- |
| Италия   | Ирландия | Дания   | Швейцария | Нидерланды |

## Страны, получившие баллы от Германии
| 12 баллов | Швейцария      |
| 10 баллов | Норвегия       |
| 8 баллов  | Швеция         |
| 7 баллов  | Нидерланды     |
| 6 баллов  | Великобритания |
| 5 баллов  | Ирландия       |
| 4 балла   | Мальта         |
| 3 балла   | Бельгия        |
| 2 балла   | Греция         |
| 1 балл    | Португалия     |